# سیارک ۱۳۴۰۸
سیارک ۱۳۴۰۸ (به انگلیسی: 13408 Deadoklestic، نامگذاری:1999TF14) سیزده هزار و چهارصد و هشتمین سیارک کشف شده‌است که در ۱۰ اکتبر ۱۹۹۹ کشف شد.
قدر مطلق سیارک برابر ۱۷.۰ است.